# Forbes Burnham
Linden Forbes Sampson Burnham (Kitty, Brits-Guiana, 20 februari 1923 – Georgetown, Guyana, 6 augustus 1985) was een Guyanees politicus. Hij was premier (1964-1980) en president (1980-1985) van Guyana.

## Biografie
Burnham was op 20 februari 1923 geboren in Kitty, Georgetown. In 1942 kreeg Burnham de British Guiana Scholarship, een studiebeurs gereserveerd door de hoogste testscore van het land. In 1950 richtte Burnham de politieke partij People's Progressive Party (PPP) op samen met Cheddi Jagan. Begin 1955 ontstond er meer en meer spanning tussen de twee, waardoor Burnham de gematigde People's National Congress oprichtte. 
In 1964 stelde hij zich kandidaat voor het premierschap. Jessie Burnham, zijn zuster, publiceerde en verspreidde Beware My Brother waarin ze waarschuwde tegen haar broer die volgens haar een meestermanipulator was. Jagans partij won de verkiezingen voor de wetgevende macht, maar kwam echter in conflict met de Britse autoriteiten, die de grondwet veranderden, zodat door Burnham een coalitieregering werd gevormd en in 1964 de eerste premier werd. 

Burnham leidde Guyana in 1966 naar onafhankelijkheid van het Verenigd Koninkrijk en het Gemenebest. Aanvankelijk streefde hij voor een gematigder beleid, maar in 1970 trok hij meer naar links. Hij verklaarde Guyana tot een Coöperatieve Republiek en vestigde sterke relaties met Cuba, de Sovjet-Unie en andere communistisch gestructureerde staten.

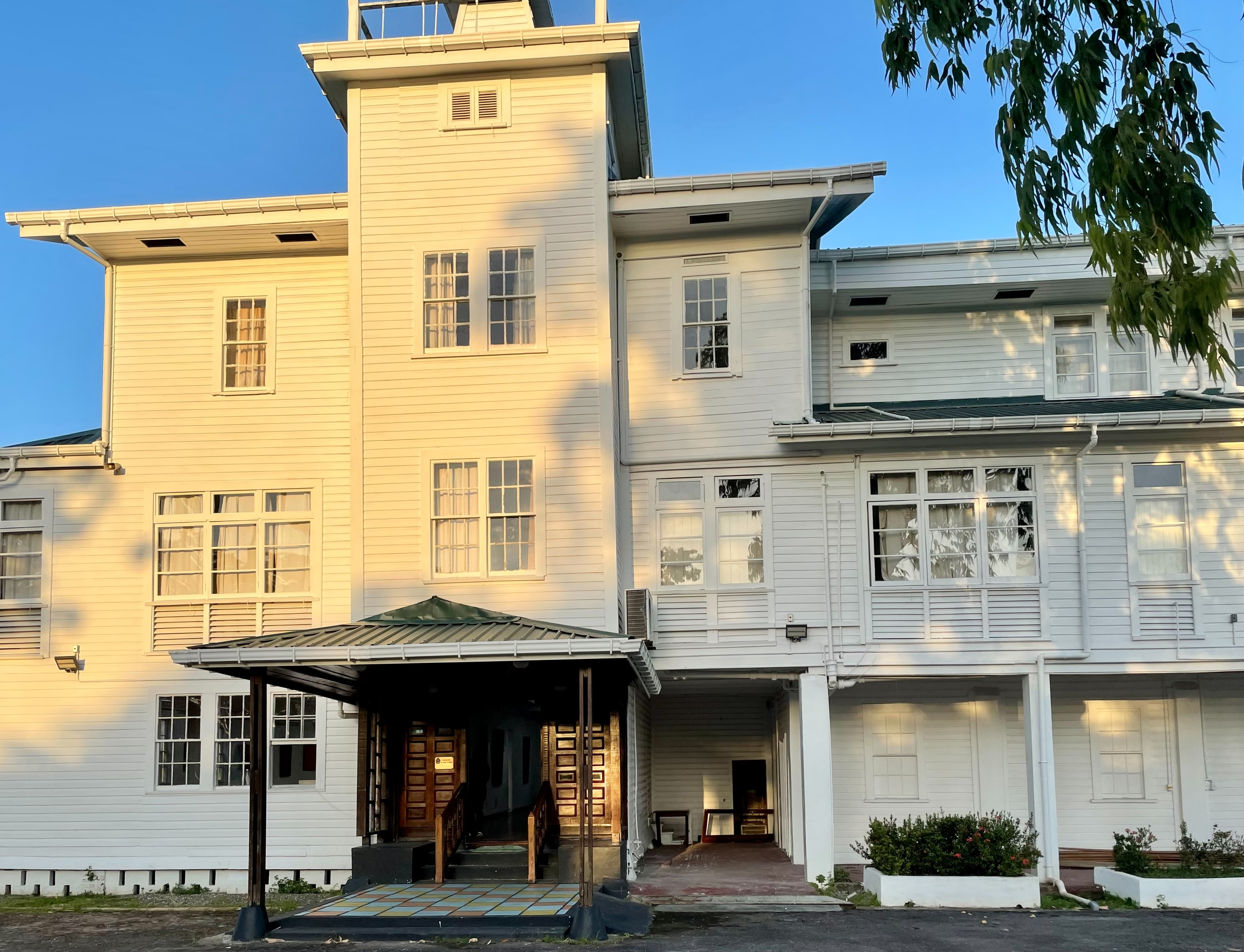
Presidentiële residentie van Burnham in Georgetown.

Gedurende de jaren 70 werd het beleid van Burnham meer dictatoriaal. Hij liet een referendum uitvoeren, die zijn partij versterkte, maar de resultaten werden door velen gezien als een vervalsing. In 1980 werd de grondwet gewijzigd om de positie van de president te versterken, en Burnham gaf de functie van minister-president op om president te worden. Hij won de eerste presidentsverkiezingen in 1980, weer met een waarschijnlijk vervalste uitslag. Burnham trok ook internationaal de aandacht toen in 1978 de massamoorden in Jonestown plaatsvonden.
Burnham bleef tot aan zijn dood, tijdens een operatie, de president van Guyana. Hij was ook de eerste minister van Buitenlandse Zaken van Guyana van 1966 tot 1972. Zijn vrouw Viola was ook betrokken bij de politiek. Zijn onverwachte dood opende nieuwe deuren voor politieke hervormingen.
Op 13 juni 1980 werd Walter Rodney gedood door een bomaanslag tijdens de verkiezingscampagne. In 2014 werd in Guyana een parlementair onderzoek gehouden naar de moord. Er werd geconcludeerd dat hij door de Staat was vermoord, en dat Forbes Burnham op de hoogte was van de bomaanslag.
- Gemeinsame Normdatei: 119503360
- International Standard Name Identifier: 0000 0000 7862 5298
- Library of Congress Control Number: n50032711
- National Archives and Records Administration: 10580522
- Nationale Bibliotheek van Israël: 987007270704205171
- Nederlandse Thesaurus van Auteursnamen: 279525125
- SNAC: w69908v7
- Système universitaire de documentation: 080201040
- Virtual International Authority File: 32808162
- WorldCat: E39PBJhMqP4K9XxXmFMTHxWhpP